# Matzenbach
Matzenbach är en kommun i Landkreis Kusel i förbundslandet Rheinland-Pfalz i Tyskland. Kommunen Eisenbach-Matzenbach bildades 7 juni 1969 genom en sammanslagning av kommunerna Eisenbach och Matzenbach. Eisenbach-Matzenbach och kommunen Gimsbach gick 20 mars 1971 samman i den nya kommunen Matzenbach.
Kommunen ingår i kommunalförbundet Verbandsgemeinde Oberes Glantal tillsammans med ytterligare 22 kommuner.